# نورت اسپرینگفیلد، ورمانت
نورت اسپرینگفیلد (به انگلیسی: North Springfield) یک منطقهٔ مسکونی در ایالات متحده آمریکا است که در اسپرینگفیلد واقع شده‌است. نورت اسپرینگفیلد ۲٫۹ کیلومتر مربع مساحت و ۵۷۳ نفر جمعیت دارد و ۱۵۰٫۸۸ متر بالاتر از سطح دریا واقع شده‌است.